# Jean-David Legrand
Jean-David Legrand (Saint-Denis, 23 febbraio 1991) è un calciatore francese di origini guianesi, difensore svincolato della Selezione della Guyana francese.

## Caratteristiche tecniche
Difensore centrale, può giocare anche come terzino.

## Carriera

### Club
Comincia a giocare nella primavera del Tolosa. Nel 2009 viene promosso nella seconda squadra. Nel 2011 si trasferisce al Trélissac. Nel 2014 passa al Bergerac Périgord. Nel 2016 viene acquistato dallo Stade Bordelais.

### Nazionale
Ha debuttato in Nazionale l'8 ottobre 2014, in Haiti-Guyana francese (2-2). Ha messo a segno la sua prima rete con la maglia della Nazionale il 13 novembre 2014, in Trinidad e Tobago-Guyana francese (4-2), in cui sigla la rete del momentaneo 3-2. Nel 2017 viene inserito nella lista dei convocati per la Gold Cup 2017.

## Statistiche

### Cronologia presenze e reti in nazionale
Aggiornato al 29 maggio 2023

| Cronologia completa delle presenze e delle reti in nazionale ― Guyana francese | Cronologia completa delle presenze e delle reti in nazionale ― Guyana francese | Cronologia completa delle presenze e delle reti in nazionale ― Guyana francese | Cronologia completa delle presenze e delle reti in nazionale ― Guyana francese | Cronologia completa delle presenze e delle reti in nazionale ― Guyana francese | Cronologia completa delle presenze e delle reti in nazionale ― Guyana francese | Cronologia completa delle presenze e delle reti in nazionale ― Guyana francese | Cronologia completa delle presenze e delle reti in nazionale ― Guyana francese |
| Data                                                                           | Città                                                                          | In casa                                                                        | Risultato                                                                      | Ospiti                                                                         | Competizione                                                                   | Reti                                                                           | Note                                                                           |
| ------------------------------------------------------------------------------ | ------------------------------------------------------------------------------ | ------------------------------------------------------------------------------ | ------------------------------------------------------------------------------ | ------------------------------------------------------------------------------ | ------------------------------------------------------------------------------ | ------------------------------------------------------------------------------ | ------------------------------------------------------------------------------ |
| 9-10-2014                                                                      | Port-au-Prince                                                                 | Haiti                                                                          | 2 – 2                                                                          | Guyana francese                                                                | Qualificazioni alla Coppa dei Caraibi 2014                                     | -                                                                              |                                                                                |
| 10-10-2014                                                                     | Port-au-Prince                                                                 | Guyana francese                                                                | 1 – 2                                                                          | Haiti                                                                          | Qualificazioni alla Coppa dei Caraibi 2014                                     | -                                                                              |                                                                                |
| 12-10-2014                                                                     | Port-au-Prince                                                                 | Barbados                                                                       | 0 – 2                                                                          | Guyana francese                                                                | Qualificazioni alla Coppa dei Caraibi 2014                                     | -                                                                              |                                                                                |
| 12-11-2014                                                                     | Montego Bay                                                                    | Cuba                                                                           | 1 – 1                                                                          | Guyana francese                                                                | Coppa dei Caraibi 2014 - 1º Turno                                              | -                                                                              | 61’                                                                            |
| 13-11-2014                                                                     | Montego Bay                                                                    | Trinidad e Tobago                                                              | 4 – 2                                                                          | Guyana francese                                                                | Coppa dei Caraibi 2014 - 1º Turno                                              | 1                                                                              |                                                                                |
| 15-11-2014                                                                     | Montego Bay                                                                    | Guyana francese                                                                | 4 – 1                                                                          | Curaçao                                                                        | Coppa dei Caraibi 2014 - 1º Turno                                              | -                                                                              |                                                                                |
| 25-3-2015                                                                      | Remire-Montjoly                                                                | Guyana francese                                                                | 3 – 1                                                                          | Honduras                                                                       | Qual. Gold Cup 2015                                                            | -                                                                              |                                                                                |
| 30-3-2015                                                                      | San Pedro Sula                                                                 | Honduras                                                                       | 3 – 0                                                                          | Guyana francese                                                                | Qual. Gold Cup 2015                                                            | -                                                                              |                                                                                |
| 27-3-2016                                                                      | Hamilton                                                                       | Bermuda                                                                        | 2 – 1                                                                          | Guyana francese                                                                | Qualificazioni alla Coppa dei Caraibi 2017                                     | -                                                                              |                                                                                |
| 30-3-2016                                                                      | Remire-Montjoly                                                                | Guyana francese                                                                | 3 – 0                                                                          | Cuba                                                                           | Qualificazioni alla Coppa dei Caraibi 2017                                     | -                                                                              |                                                                                |
| 7-6-2016                                                                       | Santo Domingo                                                                  | Rep. Dominicana                                                                | 2 – 1                                                                          | Guyana francese                                                                | Qualificazioni alla Coppa dei Caraibi 2017                                     | -                                                                              |                                                                                |
| 9-11-2016                                                                      | Port-au-Prince                                                                 | Haiti                                                                          | 2 – 5                                                                          | Guyana francese                                                                | Qualificazioni alla Coppa dei Caraibi 2017                                     | -                                                                              |                                                                                |
| 23-6-2017                                                                      | Fort-de-France                                                                 | Giamaica                                                                       | 1 – 1 (5 - 3 dtr)                                                              | Guyana francese                                                                | Coppa dei Caraibi 2017 - Semifinale                                            | -                                                                              |                                                                                |
| 25-6-2017                                                                      | Fort-de-France                                                                 | Guyana francese                                                                | 1 – 0                                                                          | Martinica                                                                      | Coppa dei Caraibi 2017 - Finale 3º-4º posto                                    | -                                                                              |                                                                                |
| 8-7-2017                                                                       | Harrison                                                                       | Guyana francese                                                                | 2 – 4                                                                          | Canada                                                                         | Gold Cup 2017 - 1º Turno                                                       | -                                                                              |                                                                                |
| 12-7-2017                                                                      | Houston                                                                        | Honduras                                                                       | 3 – 0                                                                          | Guyana francese                                                                | Gold Cup 2017 - 1º Turno                                                       | -                                                                              |                                                                                |
| 15-7-2017                                                                      | Frisco                                                                         | Costa Rica                                                                     | 3 – 0                                                                          | Guyana francese                                                                | Gold Cup 2017 - 1º Turno                                                       | -                                                                              |                                                                                |
| 24-3-2019                                                                      | Vancouver                                                                      | Canada                                                                         | 4 – 1                                                                          | Guyana francese                                                                | CONCACAF Nations League 2019-2020 - Qualificazioni                             | -                                                                              |                                                                                |
| 9-9-2019                                                                       | Basseterre                                                                     | Saint Kitts e Nevis                                                            | 2 – 2                                                                          | Guyana francese                                                                | CONCACAF Nations League 2019-2020 - Fase a gironi                              | -                                                                              |                                                                                |
| 11-10-2019                                                                     | Remire-Montjoly                                                                | Guyana francese                                                                | 0 – 0                                                                          | Grenada                                                                        | CONCACAF Nations League 2019-2020 - Fase a gironi                              | -                                                                              |                                                                                |
| 14-10-2019                                                                     | Saint George's                                                                 | Grenada                                                                        | 1 – 0                                                                          | Guyana francese                                                                | CONCACAF Nations League 2019-2020 - Fase a gironi                              | -                                                                              | Cap.                                                                           |
| 15-11-2019                                                                     | Belmopan                                                                       | Belize                                                                         | 2 – 0                                                                          | Guyana francese                                                                | CONCACAF Nations League 2019-2020 - Fase a gironi                              | -                                                                              |                                                                                |
| 17-11-2019                                                                     | Remire-Montjoly                                                                | Guyana francese                                                                | 3 – 1                                                                          | Saint Kitts e Nevis                                                            | CONCACAF Nations League 2019-2020 - Fase a gironi                              | -                                                                              |                                                                                |
| 23-3-2023                                                                      | Remire-Montjoly                                                                | Guyana francese                                                                | 1 – 1                                                                          | Rep. Dominicana                                                                | CONCACAF Nations League 2022-2023 - Fase a gironi                              | 1                                                                              |                                                                                |
| 28-3-2023                                                                      | Città del Guatemala                                                            | Guatemala                                                                      | 4 – 0                                                                          | Guyana francese                                                                | CONCACAF Nations League 2022-2023 - Fase a gironi                              | -                                                                              | 45’                                                                            |
| Totale                                                                         |                                                                                | Presenze                                                                       | 26                                                                             |                                                                                | Reti                                                                           | 2                                                                              |                                                                                |